# Houston Rockets 1993-1994
La stagione 1993-94 degli Houston Rockets fu la 27ª nella NBA per la franchigia.
Gli Houston Rockets vinsero la Midwest Division della Western Conference con un record di 58-24. Nei play-off vinsero al primo turno con i Portland Trail Blazers (3-1), nella semifinale di conference con i Phoenix Suns (4-3), nella finale di conference con gli Utah Jazz (4-1), vincendo poi il titolo battendo nella finale NBA i New York Knicks (4-3).

## Western Conference
| Squadra            | V  | P  | %    | GB |
| ------------------ | -- | -- | ---- | -- |
| Houston Rockets C  | 58 | 24 | 70,7 | -  |
| San Antonio Spurs  | 55 | 27 | 67,1 | 3  |
| Utah Jazz          | 53 | 29 | 64,6 | 5  |
| Denver Nuggets     | 42 | 40 | 51,2 | 16 |
| Minnesota T'wolves | 20 | 62 | 24,4 | 38 |
| Dallas Mavericks   | 13 | 69 | 15,9 | 45 |

## Roster
| \| Pos. \| Num. \| Naz. \| Nome \| Altezza \| Peso \| Data nascita \| Provenienza \| \| ---- \| ---- \| ---- \| ----------------- \| ------- \| ------ \| ------------ \| ---------------------- \| \| G \| 1 \| \| Brooks, Scott \| 180 cm \| 75 kg \| 31-07-1965 \| UC Irvine \| \| A \| 50 \| \| Bullard, Matt \| 208 cm \| 98 kg \| 05-06-1967 \| Iowa \| \| G \| 10 \| \| Cassell, Sam \| 191 cm \| 84 kg \| 18-11-1969 \| Florida State \| \| A/C \| 35 \| \| Cureton, Earl \| 206 cm \| 95 kg \| 03-09-1957 \| Detroit-Mercy \| \| G/AP \| 17 \| \| Elie, Mario \| 196 cm \| 95 kg \| 26-11-1963 \| American International \| \| A \| 7 \| \| Herrera, Carl \| 206 cm \| 98 kg \| 14-12-1966 \| Houston \| \| A \| 25 \| \| Horry, Robert \| 206 cm \| 100 kg \| 25-08-1970 \| Alabama \| \| A \| 21 \| \| Jent, Chris \| 201 cm \| 100 kg \| 11-01-1970 \| Ohio State \| \| G \| 11 \| \| Maxwell, Vernon \| 193 cm \| 82 kg \| 12-09-1965 \| Florida \| \| C \| 34 \| \| Olajuwon, Hakeem \| 213 cm \| 116 kg \| 21-01-1963 \| Houston \| \| A/C \| 3 \| \| Petruška, Richard \| 208 cm \| 118 kg \| 25-01-1969 \| UCLA \| \| C \| 42 \| \| Riley, Eric \| 213 cm \| 111 kg \| 02-06-1970 \| Michigan \| \| G/AP \| 20 \| \| Robinson, Larry \| 191 cm \| 82 kg \| 11-01-1968 \| Centenary \| \| G \| 30 \| \| Smith, Kenny \| 191 cm \| 75 kg \| 08-03-1965 \| North Carolina \| \| A/C \| 33 \| \| Thorpe, Otis \| 206 cm \| 102 kg \| 05-08-1962 \| Providence \| | Allenatore - Rudy Tomjanovich Assistente/i - Carroll Dawson (Vice-allenatore) - Bill Berry (Vice-allenatore) - Larry Smith (Vice-allenatore) - Ray Melchiorre (Preparatore atletico) - Robert Barr (Preparatore fisico) Legenda - (C) Capitano - (FA) Free agent - (S) Sospeso - (TW) Contratto Two-way - (GL) Assegnato a squadra G League affiliata - Infortunato Roster • Transazioni · Ultima transazione: 30 giugno 1994 |                        |                   |         |        |              |                        |
| Pos. | Num. | Naz.                   | Nome              | Altezza | Peso   | Data nascita | Provenienza            |
| G | 1 | Stati Uniti (bandiera) | Brooks, Scott     | 180 cm  | 75 kg  | 31-07-1965   | UC Irvine              |
| A | 50 | Stati Uniti (bandiera) | Bullard, Matt     | 208 cm  | 98 kg  | 05-06-1967   | Iowa                   |
| G | 10 | Stati Uniti (bandiera) | Cassell, Sam      | 191 cm  | 84 kg  | 18-11-1969   | Florida State          |
| A/C | 35 | Stati Uniti (bandiera) | Cureton, Earl     | 206 cm  | 95 kg  | 03-09-1957   | Detroit-Mercy          |
| G/AP | 17 | Stati Uniti (bandiera) | Elie, Mario       | 196 cm  | 95 kg  | 26-11-1963   | American International |
| A | 7 | Venezuela (bandiera)   | Herrera, Carl     | 206 cm  | 98 kg  | 14-12-1966   | Houston                |
| A | 25 | Stati Uniti (bandiera) | Horry, Robert     | 206 cm  | 100 kg | 25-08-1970   | Alabama                |
| A | 21 | Stati Uniti (bandiera) | Jent, Chris       | 201 cm  | 100 kg | 11-01-1970   | Ohio State             |
| G | 11 | Stati Uniti (bandiera) | Maxwell, Vernon   | 193 cm  | 82 kg  | 12-09-1965   | Florida                |
| C | 34 | Nigeria (bandiera)     | Olajuwon, Hakeem  | 213 cm  | 116 kg | 21-01-1963   | Houston                |
| A/C | 3 | Slovacchia (bandiera)  | Petruška, Richard | 208 cm  | 118 kg | 25-01-1969   | UCLA                   |
| C | 42 | Stati Uniti (bandiera) | Riley, Eric       | 213 cm  | 111 kg | 02-06-1970   | Michigan               |
| G/AP | 20 | Stati Uniti (bandiera) | Robinson, Larry   | 191 cm  | 82 kg  | 11-01-1968   | Centenary              |
| G | 30 | Stati Uniti (bandiera) | Smith, Kenny      | 191 cm  | 75 kg  | 08-03-1965   | North Carolina         |
| A/C | 33 | Stati Uniti (bandiera) | Thorpe, Otis      | 206 cm  | 102 kg | 05-08-1962   | Providence             |